# 須貝威
須貝 威（すがい たけし）は、化学者、農学博士。慶應義塾大学名誉教授。

## 人物紹介
東京大学農学部農芸化学科卒業（1981）、同大学大学院修士課程農学系研究科 農芸化学専門課程修了（1983）、同大学大学院博士課程農学系研究科農芸化学専門課程中退（1984）。農学博士（1987、東京大学）。慶應義塾大学理工学部化学科助教授を経て，2008年同薬学部教授。第36期（前期）慶應義塾評議員、2024年3月定年退職。
現在、慶應義塾大学名誉教授、東京大学総括プロジェクト機構2025年度特任研究員（小林修教授 主宰、科研費基盤S「水を中心とする有機化学＝アクア有機化学の構築」研究員）。
有機合成化学協会　会長(2025-2026年度）。
研究分野は、有機合成化学、生物触媒化学、生物有機化学、糖鎖生命科学。 
COE採択メンバー。21世紀COEプログラム・化学・材料科学分野、ライフコンジュゲートケミストリー。
「酵素触媒の選択性を活用した有用物質合成法の開拓」により、有機合成化学協会から2019年度の有機合成化学協会賞（学術的なもの）を受賞。
「高校生から大学生までを惹きつける生物有機化学と実験」により、日本化学会から2020年度の化学教育賞を受賞。
「医薬品合成における官能基・位置・立体選択的反応の開拓」により、日本薬学会から2024年度の学術貢献賞を受賞。